# Algebra van verzamelingen
In de wiskunde is een algebra van verzamelingen een model voor een booleaanse algebra of een Boole-ring aan de hand van een stel deelverzamelingen van een gegeven verzameling.

## De fundamentele wetten van de algebra van verzamelingen
De binaire operaties van de vereniging en doorsnede van een verzameling voldoen aan vele identiteiten. Verschillende van deze identiteiten of "wetten" hebben bekende namen. Drie paren van zulke wetten worden hieronder, zonder wiskundig bewijs, op een rijtje gezet.

### Stelling 1
Voor willekeurige verzamelingen {\displaystyle A,B} en {\displaystyle C} gelden de volgende identiteiten:
commutatieve wetten:
- {\displaystyle A\cup B=B\cup A}
- {\displaystyle A\cap B=B\cap A}

associatieve wetten:
- {\displaystyle (A\cup B)\cup C=A\cup (B\cup C)}
- {\displaystyle (A\cap B)\cap C=A\cap (B\cap C)}

distributieve wetten:
- {\displaystyle A\cup (B\cap C)=(A\cup B)\cap (A\cup C)}
- {\displaystyle A\cap (B\cup C)=(A\cap B)\cup (A\cap C)}

Merk op dat de analogie tussen de verenigingen en doorsnedes van verzamelingen, en het optellen en vermenigvuldigen van getallen, opvallend is. Net zoals optellen en vermenigvuldigen, zijn de bewerkingen van vereniging en doorsnede commutatief en associatief, en distribueert de doorsnede bewerking over verenigingen. Maar in tegenstelling tot optellen en vermenigvuldigen, distribueert vereniging ook over doorsnede.
De volgende stelling stelt twee aanvullende paren van wetten, waarbij drie speciale verzamelingen betrokken zijn: de lege verzameling, de universele verzameling en het complement van een verzameling.

### Stelling 2
Voor elke deelverzameling {\displaystyle A} van een universele verzameling {\displaystyle U} gelden de onderstaande identiteiten:
identiteitswetten:
- {\displaystyle A\cup \varnothing =A}
- {\displaystyle A\cap U=A}

complementaire wetten:
- {\displaystyle A\cup A^{c}=U}
- {\displaystyle A\cap A^{c}=\varnothing }

De identiteitswetten (samen met de commutatieve wetten) stellen dat, net zoals de getallen 0 en 1 voor optellen en vermenigvuldigen, {\displaystyle \varnothing } en {\displaystyle U} neutrale elementen voor respectievelijk de operaties vereniging en doorsnede zijn.
In tegenstelling tot optellen en vermenigvuldigen kennen vereniging en doorsnede geen inverse elementen. De complementaire wetten geven echter de fundamentele eigenschappen van de enigszins inverse-achtige unaire operatie van het complement van een verzameling.
Van de bovenstaande vijf paren wetten: de commutatieve, associatieve, distributieve, identiteits- en complementaire wetten, kan in die zin worden gezegd dat zij de gehele algebra van de verzamelingen omvatten, dat elke geldige stelling in deze algebra van verzamelingen uit deze vijf paren van wetten kunnen worden afgeleid.

## Definitie
Zij {\displaystyle \Omega } een verzameling, universum genaamd, en zij {\displaystyle 2^{\Omega }} de machtsverzameling van {\displaystyle \Omega .} Een familie {\displaystyle {\mathcal {A}}\subset 2^{\Omega }} van deelverzamelingen van {\displaystyle \Omega } is een algebra van verzamelingen over {\displaystyle \Omega } als ze voldoet aan de volgende eigenschappen:
1. {\displaystyle \Omega \in {\mathcal {A}}}
2. {\displaystyle \forall X\in {\mathcal {A}}:X^{c}=\Omega \setminus X\in {\mathcal {A}}}
3. {\displaystyle \forall X,Y\in {\mathcal {A}}:X\cup Y\in {\mathcal {A}}}

De elementen van {\displaystyle {\mathcal {A}}} heten soms de gebeurtenissen van de algebra. Zie het artikel sigma-algebra voor een interpretatie waarin Ω de verzameling is van alle mogelijke werelden die we ons kunnen voorstellen.
Iedere algebra van verzamelingen is een ring van verzamelingen, maar niet omgekeerd.

## Verband met booleaanse algebra
De bewerkingen EN, OF en NIET uit de booleaanse algebra komen overeen met de verzameling-theoretische bewerkingen doorsnede, vereniging en complement.

## Verband metringtheorie
Een algebra van verzamelingen is een commutatieve ring met eenheidselement voor de bewerkingen Δ (symmetrisch verschil) en ∩ (doorsnede). Het symmetrische verschil  is gedefinieerd als
{\displaystyle X\Delta Y=(X\setminus Y)\cup (Y\setminus X)=(X\cap Y^{c})\cup (X^{c}\cap Y)}
Het is zelfs een Boole-ring in de zin dat voor elk element het product met zichzelf, weer dat element oplevert, immers {\displaystyle X\cap X=X.}
Verder kan deze ring worden opgevat als een associatieve algebra over het commutatieve lichaam {\displaystyle \mathbb {Z} /2\mathbb {Z} =\{{\overline {0}},{\overline {1}}\}} (de restklassen modulo 2) met als scalaire vermenigvuldiging:
{\displaystyle {\overline {0}}\cdot X=\varnothing }
{\displaystyle {\overline {1}}\cdot X=X}

## Verband met kansrekening
Algebra's van verzamelingen kunnen in principe gebruikt worden als basis voor de kansrekening. De elementen van de algebra vormen de gebeurtenissen. De kans op een gebeurtenis is een getal tussen 0 en 1 dat met een element van de algebra geassocieerd wordt.
Gebruikelijk is het aan de algebra {\displaystyle {\mathcal {A}}} een bijkomende eis op te leggen, namelijk dat de vereniging van een oneindige rij gebeurtenissen opnieuw een gebeurtenis is:
{\displaystyle \forall X_{1},X_{2},X_{3},\ldots \in {\mathcal {A}}:X_{1}\cup X_{2}\cup X_{3}\cup \ldots \in {\mathcal {A}}}
Een algebra van verzamelingen die aan deze strengere eis voldoet, heet sigma-algebra.
In de eis kan "oneindige rij" vervangen worden door "rij", want voor een eindige rij geldt het sowieso, of door "aftelbare verzameling", want voor een vereniging maakt de volgorde niet uit.